# Луканюк, Иван Иванович
Иван Иванович Луканюк (укр. Іван Іванович Луканюк; 5 февраля 1993, Куты, Ивано-Франковская область) — украинский футболист, нападающий.

## Биография
Занимался футболом с семи лет. Воспитанник команды «Карпаты» (Куты), первый тренер — Николай Петрович Кушнирук. Позднее занимался в ДЮСШ № 3 г. Ивано-Франковска у тренера Василия Ивановича Яцурака, в этот период также играл в мини-футбол за клуб «Ураган».
В 2008 году перешёл в юношескую команду донецкого «Шахтёра». С 2009 года играл на взрослом уровне во второй лиге за «Шахтёр-3», с того же сезона выступал за дубль «горняков» в первенстве дублёров. Всего за дубль «Шахтёра» сыграл 26 матчей и забил 2 гола и в сезоне 2010/11 стал победителем первенства дублёров. Осенью 2011 года играл на правах аренды за клуб второй лиги «Прикарпатье», а осенью 2012 года снова выступал за «Шахтёр-3».
В начале 2013 года перешёл в львовские «Карпаты», но там играл только за дубль. В течение 2013 года провёл 11 матчей и забил один гол в первенстве дублёров.
Летом 2014 года перешёл в латвийский клуб «Даугавпилс». Дебютный матч в чемпионате Латвии сыграл 13 августа 2014 года против земляков из «Даугавы», а первый гол забил 13 сентября 2014 года в ворота «Метта/ЛУ». В составе «Даугавпилса» в течение года сыграл 21 матч и забил один гол в высшей лиге Латвии. Летом 2015 года перешёл в рижский «Сконто», где за полсезона сыграл 12 матчей, отличившись одним голом, однако в составе «Сконто» был игроком замены. Стал серебряным призёром чемпионата Латвии 2015 года и принимал участие в матчах Лиги Европы. В следующем сезоне «Сконто» лишилось профессиональной лицензии и футболист покинул клуб.
Весной 2016 года выступал во второй лиге Украины за «Верес». Осенью перешёл в литовский клуб «Утенис» и сыграл 5 матчей в чемпионате Литвы, в большинстве из них выходил на замены. Затем играл на родине за любительскую команду «Карпаты» (Куты), в которой забил 7 голов в 10 матчах, и за клуб второй лиги «Тернополь», снявшийся по ходу сезона, а также за любительскую команду «Колос Городенковщины».
Имеет опыт выступлений за юношескую сборную Украины.